# Lima Barreto
Afonso Henriques de Lima Barreto, conocido como Lima Barreto (Río de Janeiro, 13 de mayo de 1881 - 1 de noviembre de 1922), fue un escritor y periodista brasileño, autor de Triste fin de Policarpo Quaresma, entre otras obras.

## Biografía
Hijo de João Henriques de Lima Barreto (mulato nacido libre) y de Amália Augusta Barreto (hija de esclava liberta). Su padre fue un tipógrafo talentoso. Aprendió la profesión en el Imperial Instituto Artístico, que imprimía el famoso periódico A Semana Ilustrada. Su madre recibió una buena educación y llegó a formarse como profesora, pero falleció joven y João Henriques tuvo que trabajar mucho para criar a los cuatro hijos. Los remotos recuerdos de la Abolición de la Esclavitud en la infancia ejercieron importante influencia en la visión crítica de Lima Barreto sobre el régimen republicano. 
Mulato y por tanto víctima del racismo en un Brasil que mal acabara de abolir oficialmente la esclavitud, tuvo la oportunidad de disfrutar una buena instrucción escolar. Sus primeros estudios los realizó en la ciudad de Niterói. Después se trasladó hacia la única institución de enseñanza secundaria en la época, el famoso Colegio Pedro II, en el centro de Río de Janeiro, cuyos estudiantes provenían en su mayoría de la élite económica. En 1897, alumno destacado, fue admitido en el curso de ingeniería de la Escuela Politécnica. Sin embargo se vio obligado a abandonarlo en 1902 para asumir el sustento de sus hermanos. Si bien concluyó todo el curso, no consiguió graduarse víctima del racismo imperante. 
En esa época trabaja en el servicio público, dentro de la Secretaría de Guerra. El cargo, sumado a varias colaboraciones con diversos órganos de prensa escrita, le garantizaron el sustento financiero. Comenzó su colaboración con la prensa en 1902, en los periódicos Correio da Manhã, Jornal do Commercio, Gazeta da Tarde y Correio da Noite. Firmaba con pseudónimos como Rui de Pina, Dr. Bogoloff, S. Holmes y Phileas Fogg.
En 1907 editó con algunos amigos la revista Floreal, que sobrevivió apenas hasta su cuarta edición, pero que despertó la atención de algunos críticos. 1909 fue el año de su estreno como escritor, con la publicación en Portugal de la novela Recordações do Escrivão Isaías Caminha, obra sobre las memorias de un escribano que intenta adentrarse en la vida de Río de Janeiro, entonces capital brasileña, y acaba dedicándose al periodismo. La narrativa de Lima Barrreto en ese primer libro, pincelada con indiscutibles trazos autobiográficos, muestra una contundente crítica a la sociedad brasileña, a la que consideraba prejuiciosa y profundamente hipócrita. Se trata de un roman à clef en el que retrataba a varios periodistas de la época, entre ellos el director del diario Correio da Manhã, en el que trabajó. 
En 1911 comenzó a publicar en el Jornal do Commercio, y en formato de folletín, su obra más importante: la novela Triste fin de Policarpo Quaresma.[cita requerida]
Sólo llegaría a ser reconocido como uno de los más importantes exponentes de la literatura brasileña luego de su precoz muerte, en gran medida causada por el alcoholismo y la depresión.

## Acerca de su obra
Lima Barreto Sufrió críticas por el uso de un lenguaje coloquial, propio de quien estaba familiarizado con la prensa. Incomodaba también el hecho de que sus personajes no seguían un molde vigente, que imponía límites a la creación y exaltaba determinadas características psicológicas. No por casualidad vio frustrados sus intentos de entrar a la Academia Brasileña de Letras en 1920. Simpatizante del anarquismo, a partir de 1918 pasó a militar en la prensa socialista, y publicó en el semanario alternativo ABC un manifiesto en defensa del comunismo. Falleció a los 41 años de edad.
Lima Barreto fue el crítico más agudo del período conocido como República Velha (República Vieja) en Brasil, rompió con el nacionalismo ufanista y puso al descubierto la hipocresía de la República, que mantenía los privilegios de las familias aristocráticas y de los militares. En su obra, de temática social, privilegió a los pobres, a los bohemios y a los arruinados. Fue severamente criticado por sus contemporáneos parnasianos por su estilo despojado, fluido y coloquial, de gran influencia en los escritores modernistas. Es un escritor de transición, fiel al modelo de novela realista y naturalista de fines del siglo XIX, al que procuró desarrollar y rescatarlo de las tradiciones cómicas, carnavalescas y picarescas de la cultura popular, al mismo tiempo que mantuvo «una visión neoromántica y elegíaca de la naturaleza, de la ciudad y del ser humano»
Buscaba que su literatura fuera militante. Escribir, para él, tenía la finalidad de criticar el mundo circundante a fin de despertar alternativas renovadoras de las costumbres y de las prácticas que en la sociedada privilegiaban a ciertas personas y grupos. Para él, el escritor tenía una función social.

## Obras

### Novelas
- Recuerdos del escribano Isaías Caminha (Recordações do Escrivão Isaías Caminha) (1909)
- Triste fin de Policarpo Quaresma (Triste Fim de Policarpo Quaresma) (1911)
- Las aventuras del dr. Bogoloff (1912)
- Numa e Ninfa (1915)
- Vida e Morte de M. J. Gonzaga de Sá (1919)
- Clara dos Anjos (1948) (obra póstuma)
- Cemitério dos Vivos (1956) (obra póstuma e inconclusa)
- O Subterrâneo do Morro do Castelo (1997) (obra póstuma)

### Otras
- Histórias e Sonhos (1920)
- Os Bruzundangas (1923) (obra póstuma)
- Outras Histórias e Contos Argelinos (1952) (obra póstuma)
- Coisas do reino de Jambom (1953) (obra póstuma)
- Sátiras e Outras Subversões: Textos Inéditos (2016) (obra póstuma)